# Betatrone

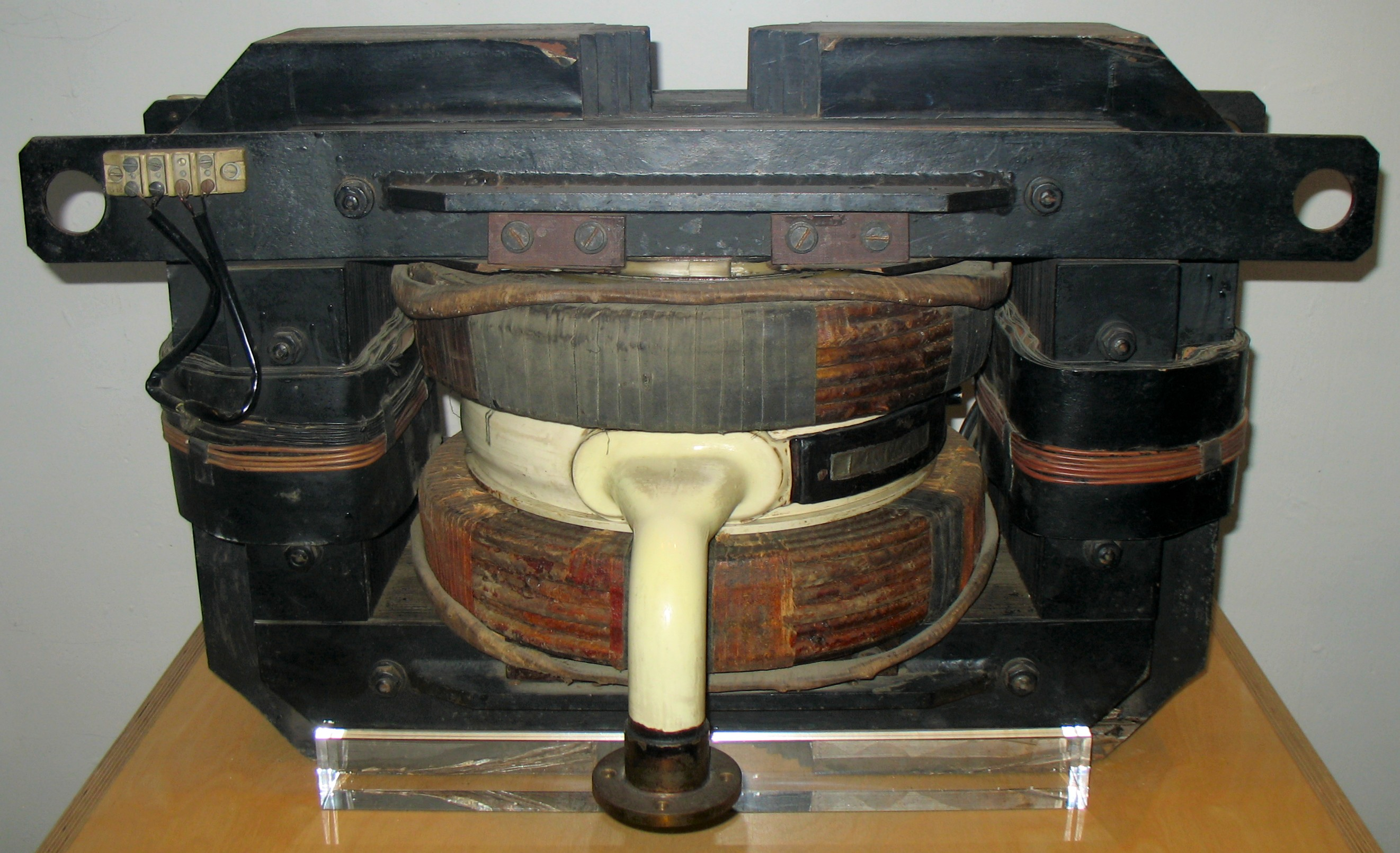
Betatron del 1942 da 6 MeV

Un betatrone è un acceleratore di particelle "beta", progettato e realizzato intorno al 1940 da Donald William Kerst. Il suo nome è dovuto al nome con cui venivano identificati originariamente gli elettroni, ovvero raggi beta. Un betatrone accelera elettroni mediante differenze di potenziale indotte generate da un flusso magnetico variabile. Il campo magnetico (variabile nel tempo e di configurazione opportuna) costringe gli elettroni a descrivere orbite circolari e li accelera.

## Funzionamento
Il betatrone è costituito da due espansioni polari circolari che generano un campo magnetico variabile nel tempo a simmetria radiale. All'interno è posto un toroide cavo nel quale è praticato il vuoto, in modo che le particelle non impattino con molecole d'aria durante la fase di accelerazione. Le particelle da accelerare vengono immesse all'interno della cavità toroidale. Essendo il campo magnetico variabile nel tempo si ha un campo elettrico indotto non conservativo come descritto dalle equazioni di Maxwell. Il campo elettrico indotto accelera la particella carica mentre il campo magnetico ha la funzione di defletterla, tramite la forza di Lorentz, per mantenerla in un'orbita circolare. Le cariche possono acquistare un'energia cinetica di 150MeV (al loro raggiungimento un elettrone compie 150 000 giri in 0,0032 s).
Raggiunta la massima energia, le cariche elettriche vengono deviate in una regione di spazio in cui un altro campo magnetico provvede a curvare le traiettorie verso l'esterno.

## Applicazioni e limiti
Il betatrone è il primo acceleratore di particelle che, in qualità di sorgente di raggi X, ha avuto maggiore importanza nelle applicazioni pratiche. Per anni ha retto la concorrenza di altri strumenti in svariati campi; ad esempio, in metallografia per l'analisi non distruttiva dei materiali e in medicina per la cura localizzata dei tumori.
L'energia massima di un betatrone è in parte limitata dalla potenza del campo magnetico (dovuta alla grandezza del magnete), questo limite è stato superato con la successiva generazione di acceleratori: i sincrotroni.